# Горный (Красноярский край)
Горный — посёлок в Ачинском районе Красноярского края России. Является административным центром Горного сельсовета.

## География
Посёлок расположен в 6 км к востоку от райцентра Ачинск.

## Население
| 1989 | 2002  | 2010  |
| ---- | ----- | ----- |
| 1008 | ↗1108 | ↗1146 |

Гендерный состав
По данным Всероссийской переписи населения 2010 года 555 мужчин и 591 женщина из 1146 чел.